# Alberto María Carreño
Alberto María Carreño y Escudero (Tacubaya, 7 de agosto de 1875 - Ciudad de México, 5 de septiembre de 1962) fue un escritor, historiador, catedrático y académico mexicano. Su obra fue diversa, abarcó estudios económicos, sociales, jurídicos, históricos, económicos, biográficos, artículos sobre temas internacionales, indigenistas, ensayos literarios y ensayos sobre mística y poesía.

## Semblanza biográfica
Estudió en el Seminario Conciliar de México, fue discípulo de Joaquín Arcadio Pagaza y Vicente de Paula Andrade. Trabajó en diversas actividades, desde conductor de tranvías hasta taquígrafo con la finalidad de continuar sus estudios para de esta manera ingresar a la Escuela Superior de Comercio y Administración. Ejerció la docencia durante más de cincuenta años impartiendo clases en la Escuela Nacional Preparatoria, en la Escuela Superior de Comercio y Administración, en el Colegio Militar, en la Escuela Bancaria y Comercial y en el Plantel Morelos. 
Fue secretario del embajador en Estados Unidos Joaquín Casasús y miembro de la Comisión Mexicana encargada del litigio relativo al territorio de El Chamizal. En 1929, hacia finales de la Guerra Cristera, fue intermediario entre la Iglesia católica y el gobierno de Emilio Portes Gil para llegar a un acuerdo pacífico. En 1946, descubrió la ubicación de la tumba de Hernán Cortés.
Fue presidente de la Sociedad Mexicana de Geografía y Estadística. Fue elegido miembro de número de la Academia Mexicana de la Lengua el 17 de abril de 1925, ocupó la silla IX, fue designado archivero de 1924 a 1927, bibliotecario de 1945 a 1947 y secretario de la institución desde 1952 hasta su muerte. Fue también elegido miembro de número de la Academia Mexicana de la Historia en 1936, ocupó el sillón N° 15, y fue director de esta institución desde 1958 hasta su muerte. Fue fundador de la revista Divulgación Histórica. Fue distinguido como doctor honoris causa por la Universidad Nacional Autónoma de México en 1953. Murió en la Ciudad de México el 5 de septiembre de 1962.

## Obras publicadas
- Don Rufino José Cuervo, en 1911.
- Jefes del Ejército Mexicano en 1847, en 1914.
- Joyas literarias del siglo XVII encontradas en México. Fr. Miguel de Guevara y el célebre soneto castellano «No me mueve, mi Dios, para quererte», en 1916 (3 de abril) según el colofón (en 1915 en el grabado que hace de portada).
- Fray Domingo de Betanzos: fundador en la Nueva España de la venerable Orden Dominicana, en 1924.
- El arzobispo de México, Excmo. Sr. Dr. Don Pascual Díaz, y el conflicto religioso, en 1932.
- El P. Miguel Agustín Pro, en 1938.
- Breve historia del comercio, en 1942.
- Los españoles en el México independiente, en 1942.
- Don Fray Juan de Zumárraga. Teólogo y Editor, Humanista e Inquisidor, en 1950.
- La diplomacia extraordinaria entre México y los Estados Unidos: 1789-1947, en 1961.
- La Real y Pontificia Universidad de México, 1536-1865, en 1961.
- Archivo de Porfirio Díaz, publicación hecha en 30 volúmenes de 1947 a 1961.